# Teodor Salparov
Teodor Salparov (in bulgaro Теодор Салпаров?; Gabrovo, 16 agosto 1982) è un pallavolista bulgaro.

## Palmarès

### Club
- Campionato russo: 3

2014-15, 2015-16, 2016-17
- Coppa di Russia: 3

2014, 2015, 2016
- Supercoppa russa: 2

2015, 2016
- Champions League: 5

2014-15, 2015-16, 2016-17

### Nazionale (competizioni minori)
- Memorial Hubert Wagner 2010

### Premi individuali
- 2010 - Memorial Hubert Wagner: Miglior libero
- 2015 - Champions League: Miglior libero